# Tipula (Lunatipula) atrisumma
Tipula (Lunatipula) atrisumma is een tweevleugelige uit de familie langpootmuggen (Tipulidae). De soort komt voor in het Nearctisch gebied.